# Guy François de Kersaint
Guy-François de Coëtnempren de Kersaint, comte de Kersaint, né le 7 juin 1703 à Brézal en Plounéventer et baptisé le 6 juillet à Plounéventer, mort en mer le 21 novembre 1759 près de l'Île Dumet, est un officier de marine français.

## Biographie

### Origines et jeunesse
Guy-François de Kersaint descend d'une famille de la noblesse bretonne d'extraction chevaleresque qui remonte au temps des Croisades. Il entre dans la marine royale dès l'âge de quinze ans. Il est l'aîné des deux fils de Jacques IV de Coëtnempren, seigneur de Kersaint, et de sa femme, Yvonne-Catherine de Pentrès. Son frère, Joseph-Olympe, sera recteur de Ploërdut de 1738 à 1761.

### Carrière militaire

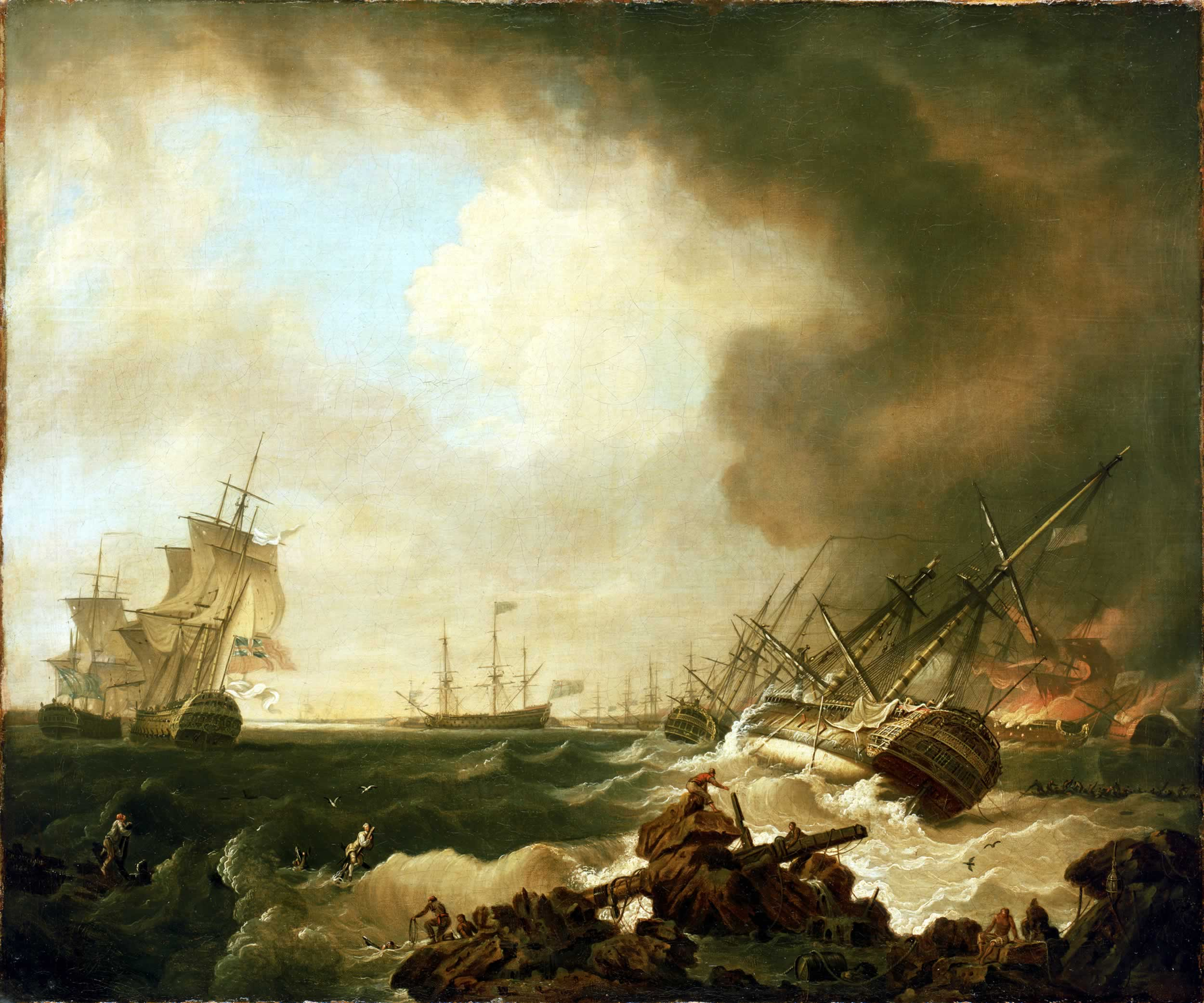
Kersaint trouve la mort en 1759, lors de la bataille des Cardinaux.

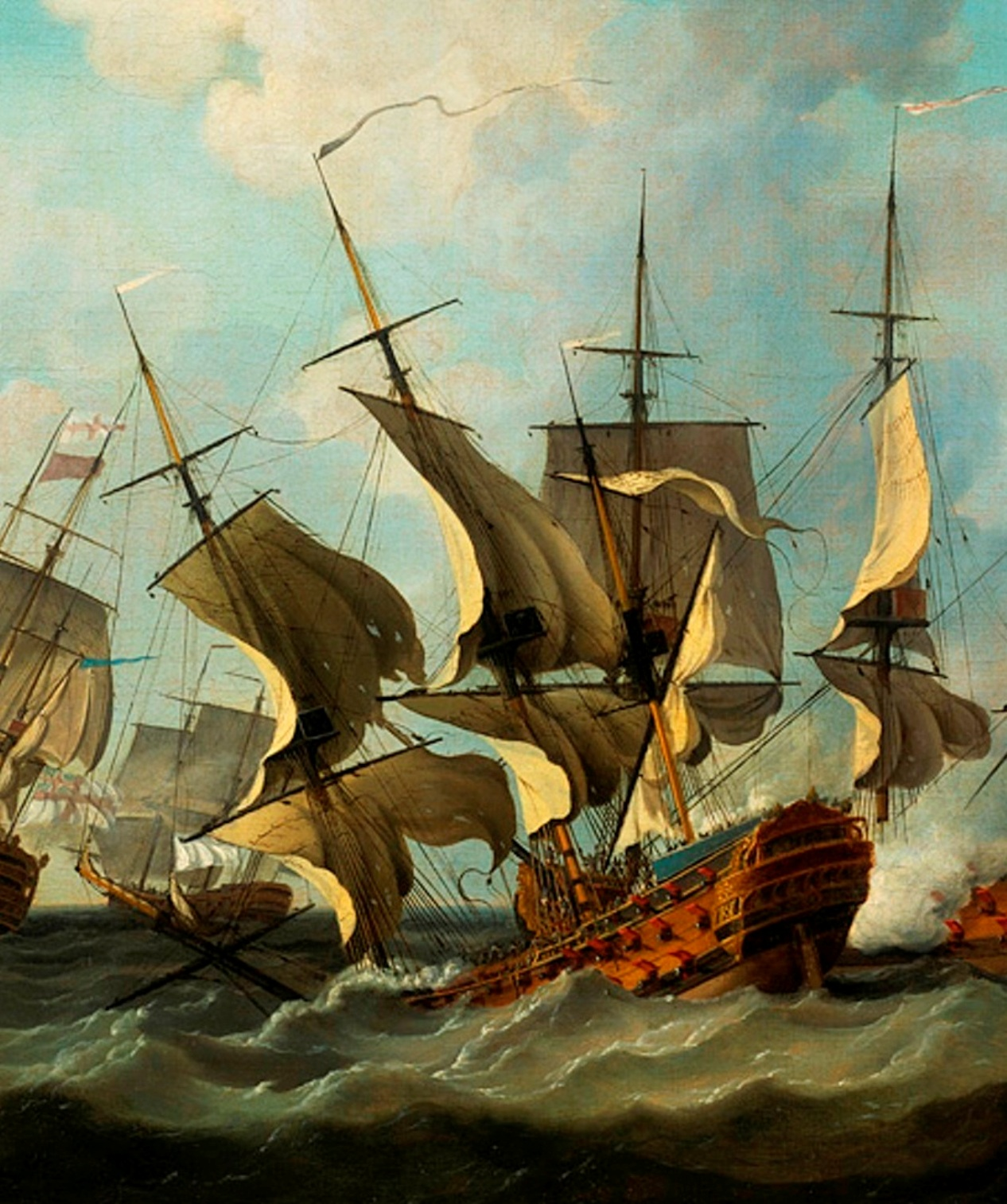
Le Thésée sombrant à la bataille des cardinaux. Kersaint coule avec le navire et son équipage à la suite d'une manœuvre trop serrée dans la houle, sabords ouverts.

Nommé garde-marine en 1722, après la campagne de Saint-Domingue, puis garde du pavillon amiral en 1727 pendant la campagne de Tripoli. Il prend part à diverses expéditions; en 1731, à l'issue de la campagne de Louisiane, il est promu enseigne de vaisseau puis lieutenant de vaisseau, en 1741. 
Lieutenant de port au Havre, il épouse Jeanne-Armande Eustache de l’Écluse, fille d'un échevin de la ville, et reçoit en 1744 le commandement de La Méduse avec pour mission de croiser sur les côtes de la Manche, puis de La Renommée.
En 1745, Kersaint, commandant La Renommée, est bloqué à la baie d'Aboutoux dans l'île Royale au large de Terre-Neuve, par les Anglais et force deux frégates ennemies à lui livrer passage. Grièvement blessé, il laisse le commandement à La Motte-Picquet qui parvient à ramener La Renommée à Port-Louis.[réf. nécessaire]
En 1746, à bord de La Renommée, il force le blocus des Anglais à Louisbourg, île Royale. Puis, au large de Terre-Neuve, il prend à l'abordage un vaisseau de 800 tonneaux et de 28 canons, le Prince-d'Orange, qui portait le gouverneur de la Nouvelle York et les papiers de son gouvernement. 
La même année, il soutint, en passant les Açores, une lutte de quatre jours contre deux navires ennemis, perd une grande partie de son équipage et reçoit lui-même une grave blessure. En s'en retournant en France, il eut à traverser l'escadre anglaise, forte de douze vaisseaux, qui voulait l'empêcher d'entrer à Lorient, et reçut trois blessures. Il est fait chevalier de l'ordre de Saint-Louis.
En 1747, Kersaint est nommé capitaine de vaisseau, et commandant de L'Alcide en mer des Indes. Il déjoue les recherches du commodore Peyton, et parvient à débarquer les secours envoyés à Dupleix à Pondichéry. 
En 1756, il est appelé au commandement d'une escadre et reçoit pour mission de s'emparer de tous les navires anglais de la côte de Guinée. L'Intrépide, qu'il montait, est attaqué le 21 octobre 1757, près des Caïques, par trois vaisseaux anglais ; pendant plusieurs heures, il se bat avec la plus grande valeur, et, quoique presque entièrement désemparé, et atteint de neuf blessures, il força son ennemi à la retraite. Le 24 mars 1758, il reçoit une pension de 1 000 livres sur l'ordre de Saint-Louis. 
Le 21 novembre 1759, à la bataille de Quiberon, Kersaint commandait Le Thésée, un vaisseau de 74 canons. L'amiral Hawke, après avoir coupé la ligne française, se dirigeait sur le Soleil-Royal, le vaisseau amiral. Kersaint, voyant cette manœuvre, laissa bravement arriver pour empêcher son chef d'être accablé ; malheureusement, il négligea, dans un virement de bord, de faire fermer les sabords de sa batterie basse, et le Thésée s'abîma dans les flots avec son vaillant commandant et ses 600 hommes d'équipage dont deux de ses fils, Jacques Guy-François et Guy-François. Vingt-deux hommes seulement purent s'échapper à la nage.
Ses autres fils Guy Pierre de Kersaint et Armand de Kersaint se sont également illustrés comme marins.

### Sources et bibliographie
- Pierre Larousse, Grand dictionnaire universel du XIXe siècle, t. 9, Paris, Administration du grand dictionnaire universel, 1872 (lire en ligne), p. 1194
- Prosper Levot, Biographie Bretonne, recueil des notices sur tous les bretons qui se sont fait un nom, t. 2 (lire en ligne), p. 27-30
- René Kerviler, Répertoire général de bio-bibliographie bretonne, vol. 10, J. Plihon, 1808 (lire en ligne), p. 4-5
- Georges Lacour-Gayet, La Marine militaire de la France sous le règne de Louis XV, Honoré Champion éditeur, 1902, édition revue et augmentée en 1910 (lire en ligne)
- Michel Vergé-Franceschi, La Marine française au XVIIIe siècle : guerres, administration, exploration, Paris, SEDES, coll. « Regards sur l'histoire », 1996, 451 p. (ISBN 2-7181-9503-7)
- Michel Vergé-Franceschi (dir.), Dictionnaire d'histoire maritime, Paris, éditions Robert Laffont, coll. « Bouquins », 2002, 1508 p. (ISBN 2-221-08751-8 et 2-221-09744-0, BNF 38825325)
- Rémi Monaque, Une histoire de la marine de guerre française, Paris, éditions Perrin, 2016, 526 p. (ISBN 978-2-262-03715-4)
- Étienne Taillemite, Dictionnaire des marins français, Paris, éditions Tallandier, 2002, 576 p. (ISBN 978-2-847-34008-2)